# Flusso di ghiaccio Whillans
Il flusso di ghiaccio Whillans, precedentemente conosciuto come flusso di ghiaccio B, è un flusso di ghiaccio dell'Antartide che si origina, in particolare, nell'entroterra della Terra di Marie Byrd. Situato a nord del flusso di ghiaccio Mercer e a sud del flusso di ghiaccio Kamb, il Whillans è uno dei più grandi flussi della Terra di Marie Byrd, dal cui entroterra fluisce verso ovest fino ad andare ad alimentare la barriera di Ross, in corrispondenza del confine tra la costa di Siple e la costa di Gould, nella parte orientale del territorio della Dipendenza di Ross.

## Storia
Originariamente chiamato "flusso B" dal personale del Programma Antartico degli Stati Uniti d'America (USAR) che, in una serie di rilevazioni sul campo effettuate dal 1983 al 1984, individuarono e cartografarono diversi flussi glaciali fino ad allora non rilevati, battezzandoli in ordine alfabetico (Flusso A, B, C, ecc...) a seconda della loro posizione da sud a nord lungo la costa orientale della barriera di Ross, il flusso di ghiaccio Whillans è stato così battezzato dal comitato consultivo dei nomi antartici nel 2001 in onore di Ian Whillans, un glaciologo dell'Università statale dell'Ohio, che partecipò a diversi studi effettuati dall'USAR, tra cui quelli sulla dinamica dei flussi glaciali della Dipendenza di Ross e della Terra di Marie Byrd.
Nel 2007, grazie all'analisi dei dati ottenuti dai satellite ICESat, al di sotto del flusso glaciale Whillans è stato scoperto un sistema di laghi glaciali interconnessi. Uno di questi laghi subglaciali, battezzato lago Whillans, è stato scelto come meta per un programma di performazione della calotta finanziato dalla National Science Foundation e chiamato Whillans Ice Stream Subglacial Access (WISSARD), ed è stato effettivamente raggiunto il 28 gennaio 2013, quando gli scienziati hanno anche avuto per la prima volta evidenza della possibilità dell'esistenza di un ecosistema all'interno di un lago antartico subglaciale.
Nel frattempo, ricercatori sempre finanziato dalla National Science Foundation, hanno pubblicato sul numero di Nature del 5 gennaio 2008 la scoperta del fatto che, stando ad analisi sismologiche, il flusso glaciale Whillans rilasciava, ogni giorno, due sciami di onde sismiche simili a quelli generati da un terremoto di magnitudo 7. I dati mostravano che il flusso si muoveva di mezzo metro in circa 30 minuti, poi rimaneva fermo per 12 ore, e quindi si muoveva di un altro mezzo metro, probabilmente perché soggetto a forze di marea. Ogni volta che si muove, il flusso emette onde sismiche registrate dai vari sismografi sparsi per l'Antartide.